# Majestic (Motorrad)

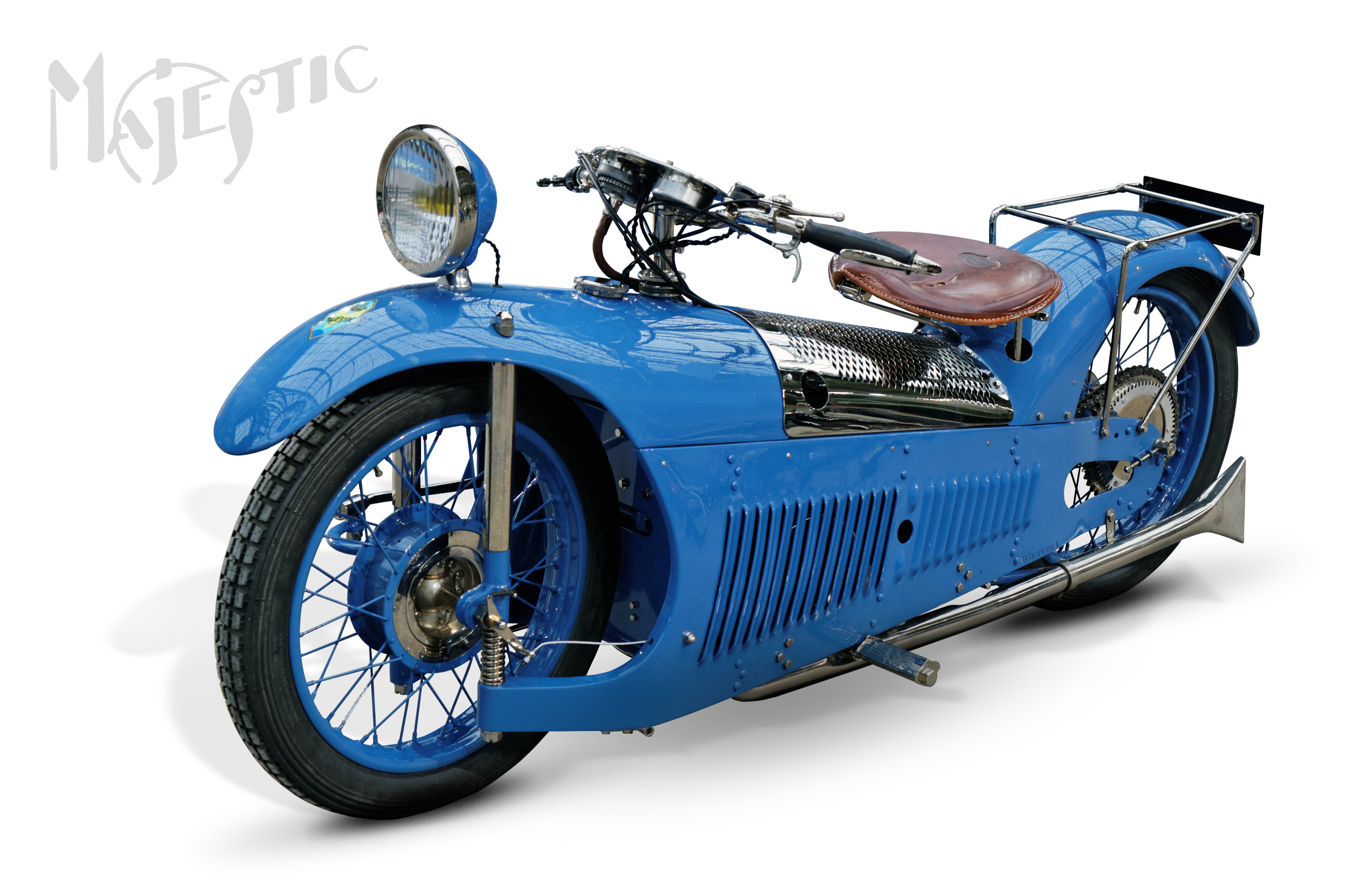
Eine Majestic 500cc, Baujahr 1930

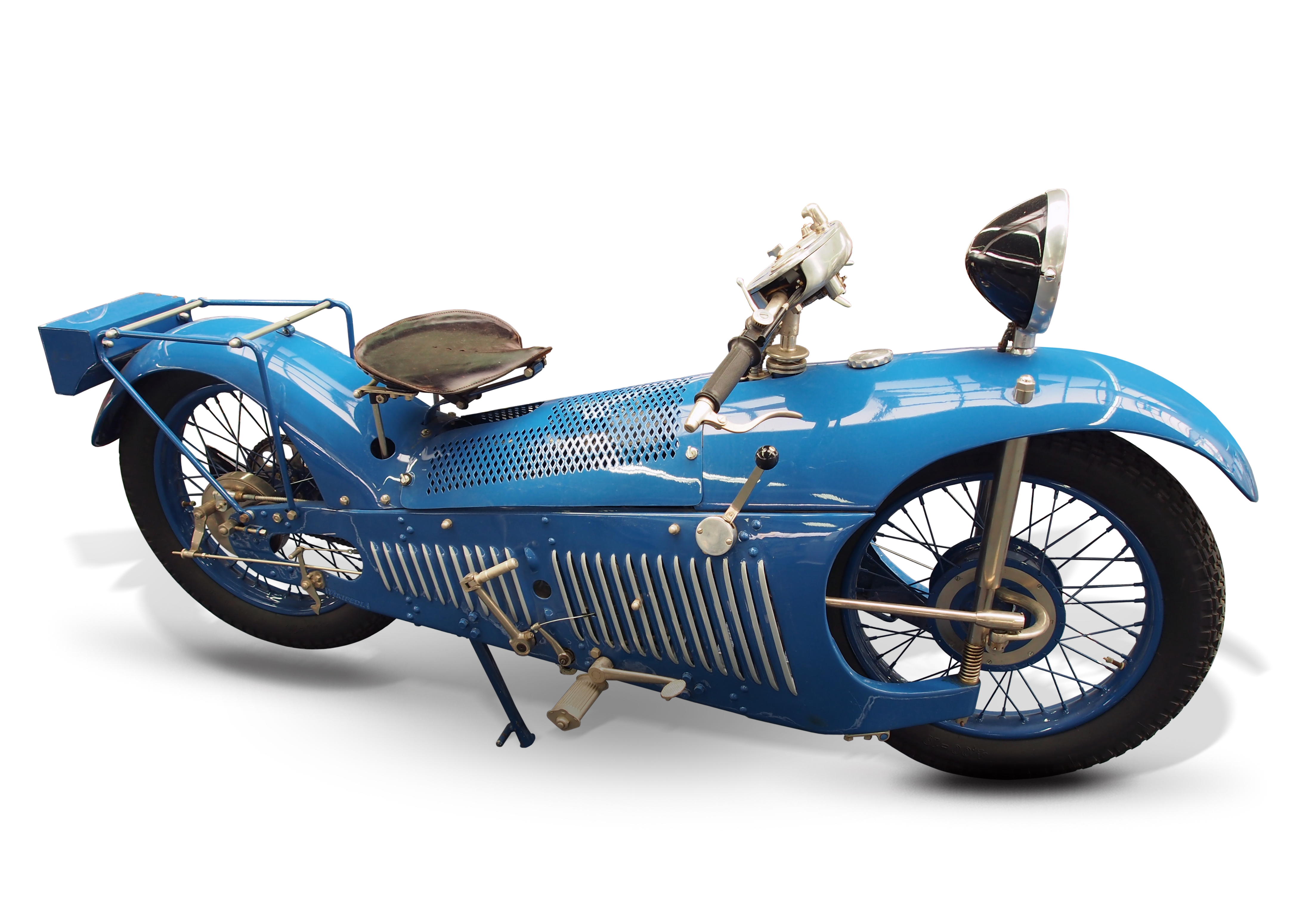
Eine Majestic 350cc, A350, Bj. 1929. Gut zu erkennen: die Technik der Radnabenlenkung

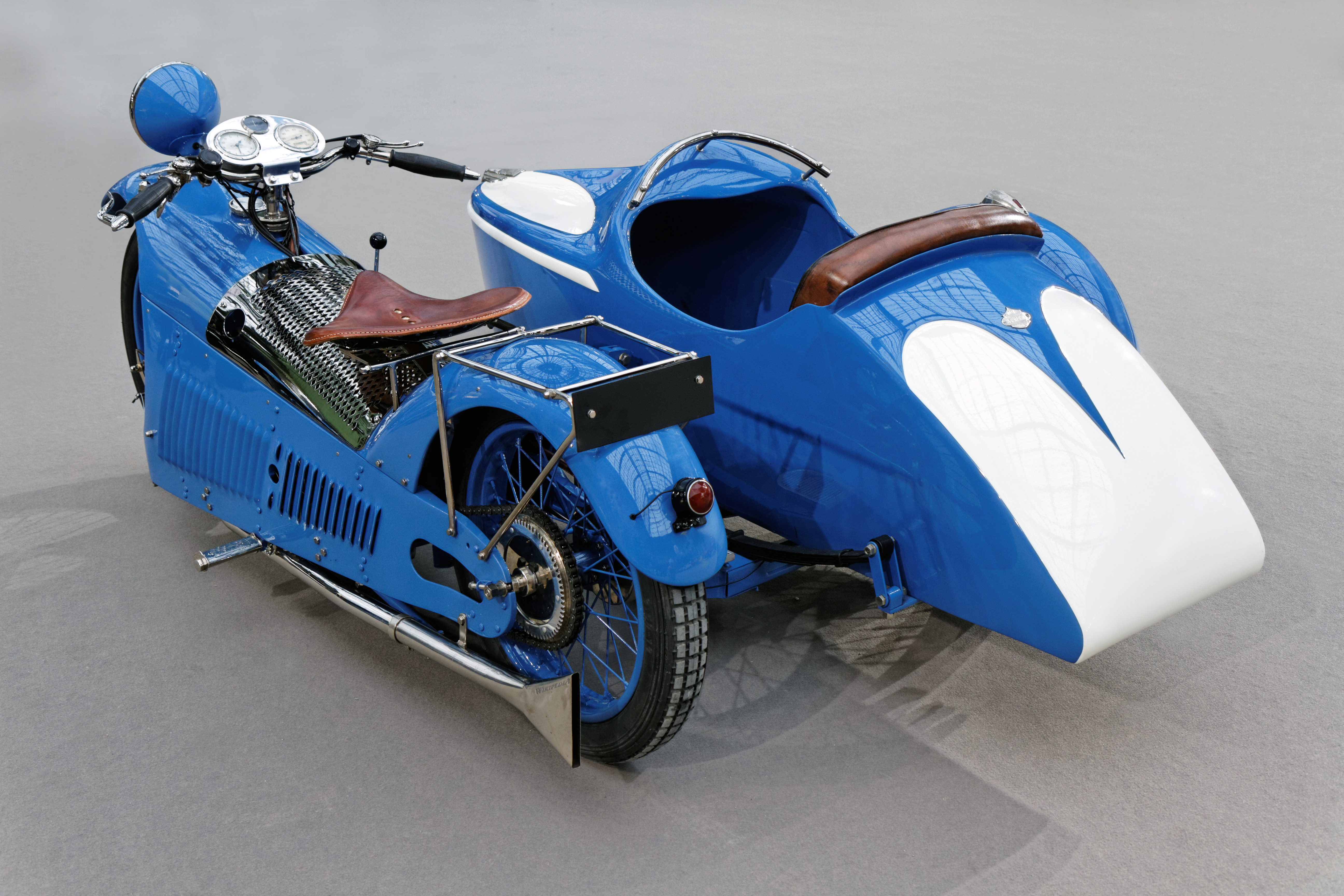
Eine Majestic 500cc, Bj. 1930, mit Seitenwagen von Bernardet

Die  Majestic war ein Motorrad des französischen Herstellers Motorcycles Majestic, das von 1927 bis 1934 gebaut wurde. Die Majestic war nach dem Ner-a-Car eines der ersten Motorräder mit Radnabenlenkung.

## Hintergrund
Konstrukteur der Majestic-Modelle war der französische Industriedesigner Georges Roy (* 1888 in Thuré). Er befasste sich sehr intensiv mit den Einsatzmöglichkeiten der neuen Massenproduktionstechniken, wie sie zu dieser Zeit beispielsweise in der Automobilherstellung angewandt wurden, und bei denen Metallpressen kostengünstig und schnell eine große Menge von Karosserien ausstanzten. Die konventionelle Motorradproduktion mit dem vom Fahrrad abgeleiteten Rohrrahmen empfand Roy als arbeitsintensiv und teuer, und er schlussfolgerte, dass preiswerte Pressteile auch das Fahrgestell eines Motorrads bilden könnten, einschließlich Rahmen, Gabeln und Tanks.  Außerdem hielt er Rohrrahmen für Motorräder generell für ungeeignet, da sie bei höheren Geschwindigkeiten dazu neigten, sich zu verbiegen und sogar aufgrund ständiger Vibrationen zu brechen.
Erste Versuche mit dieser Konstruktions- und Produktionsweise startete Georges Roy ab 1923 in seinem Werk in Châtenay-Malabry (und später in Paris) mit der Serienproduktion des „New Motorcycle“, das einen Monocoque-Rahmen aus gepresstem Stahl anstelle eines Rohrrahmens (mit hängenden J.A.P., Chaise, Motocycles et Moteurs Train und anderen Einbaumotoren) verwendete. Diese Konstruktionsform behielt Georges Roy bis 1928 bei.
Die schlechten Verkaufszahlen des „New Motorcycle“ (auch auf Grund der grobschlächtigen Optik) und die steigenden Verkaufszahlen bei den Automobilen veranlassten Roy, ein Motorrad mit „automobilem Charakter“ zu entwerfen. Die Modelle mit dem Seriennamen Majestic waren der Höhepunkt dieses Projekts. Zur Bauzeit gibt es unterschiedliche Angaben: 1927 bis 1934 oder 1929 bis 1933.

## Design

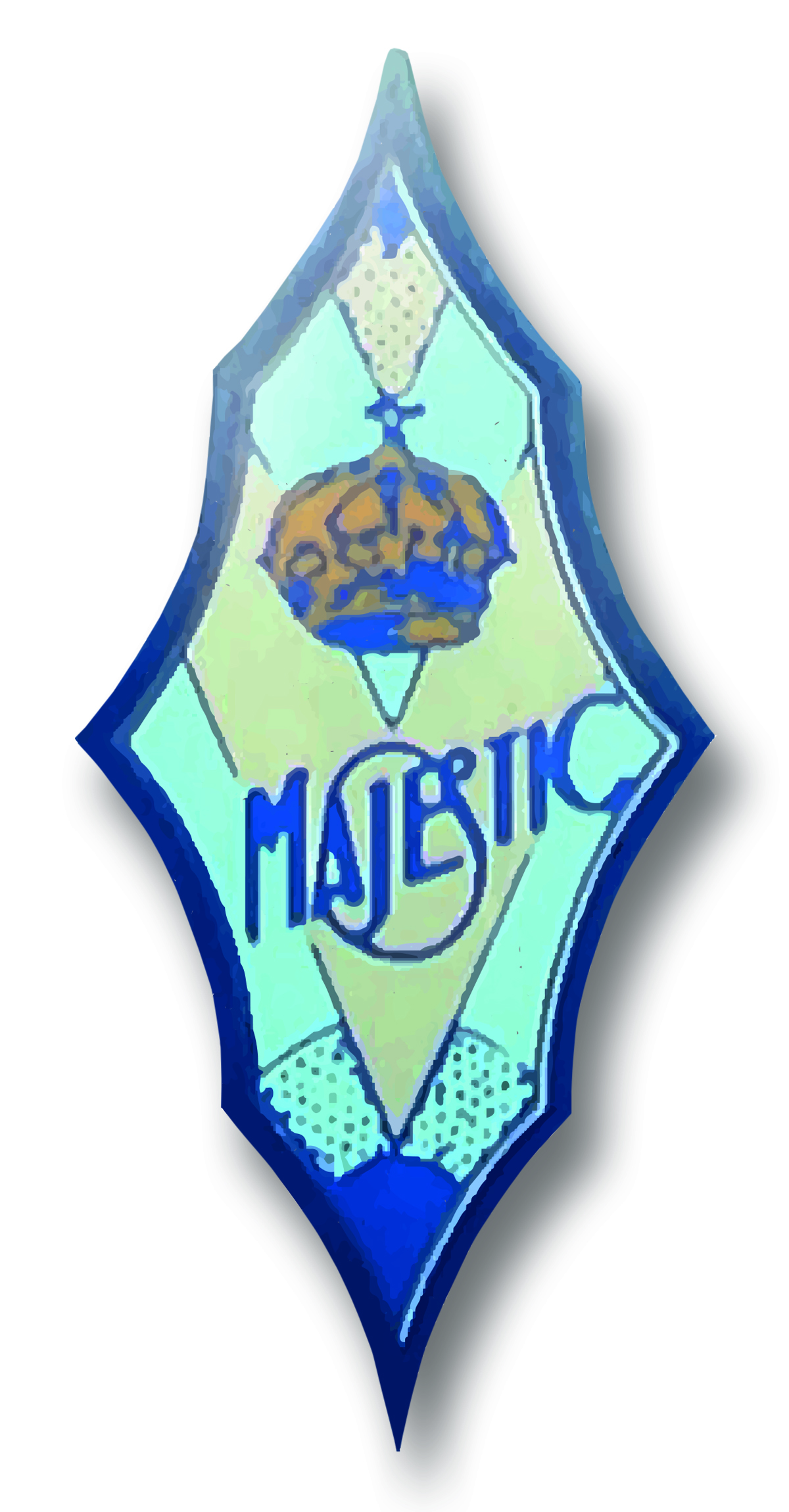
Email-Emblem "Majestic" (vorderes Schutzblech)

Die Majestic unterschied sich von früheren Entwürfen durch ihre vollständig umhüllende Karosserie, mit ihren geschwungen gepressten Stahlblechen mit ununterbrochenen Linien von der schnabelartigen Nase bis zum sportlich verkürzten Heck. Diese geschwungenen Kurven des Designs wurden durch den Einsatz der Techniken aus dem Automobil-Karosseriebau ermöglicht – bei der eine maßgeschneiderte Karosserie auf ein standardisiertes Fahrgestell gesetzt wird – zum ersten Mal bei einem Motorrad.
Das Fahrwerk bestand aus zwei spiegelbildlichen Seitenschienen aus Vierkantstahl, die durch genietete Querträger verbunden waren. Die Brandschutzwände an der Vorder- und Rückseite des Motors waren ebenfalls mit dem Rahmen vernietet, so wie die Verstärkungsplatten unter dem Motor und die beiden großen, festen oberen Platten. Die gesamte Struktur war dadurch extrem steif und dennoch sehr leicht. 
Der Rest der Karosserie wurde an dieser Grundkonstruktion befestigt, einschließlich der Front- und Heckteile und der zentralen Motorabdeckungen, die für den Zugang zum Motor abnehmbar und mit Lamellen zur Luftzirkulation für die Motorkühlung versehen war. Die Karosserie bestand aus in Form gepresstem, dünnwandigem Stahl, sodass das Gesamtgewicht der Maschine mit einem Einzylinder-Chaise-OHV-Motor im Inneren bei etwa 350 Pfund lag, und somit relativ gering war.
Die Majestic war eine teure, elegante Maschine, und konnte in mehreren Farben oder sogar in einer „Alligator-Lackierung“ bestellt werden, dabei handelt es sich um eine Form von Krakelee die von speziellen Dekorationsmalern von Hand aufgetragen wurde. Es gab kein anderes Motorrad mit einer solchen aufwändigen Lackierung, die selbst die Fähigkeiten der damals besten Karosserielackierer bei weitem überstieg. Es handelt sich Hier um eine handwerklich sehr arbeitsintensive Technik, die auf einen von Natur aus instabilen Prozess basiert. Das Sprung- oder Rissnetz entsteht durch die Verwendung einer schnell trocknenden Decklackschicht über einer inkompatiblen „Grundlackierung“. Wenn die Deckschicht trocknet, schrumpft sie und reißt zu einer alligatorartigen Haut auf. Dass mehrere Majestics mit dieser ungewöhnlichen Lackierung 90 Jahre überdauert haben, spricht für das Können der damaligen Künstler.

## Technik
Die Majestic gab es in mehreren Ausführungen. Die Hubraumgrößen betrugen 350 cm³, 500 cm³ und 1000 cm³. Der ursprüngliche Majestic-Prototyp hatte einen amerikanischen 4-Zylinder-Cleveland-Motor. Später wurden Chaise- und JAP-Einzylindermotoren oder ein quer eingebauter JAP-V-Twin verbaut. 
Der Kraftstofftank befand sich unter der vorderen Trennwand und die Instrumente waren in einer Konsolenplatte am Lenker untergebracht: eine Uhr, ein Tachometer, eine Ampereanzeige und ein Lichtschalter mit mehreren Wahl-Positionen. Die Majestic hatte einem einfachen Handschalthebel, mit römischen Ziffern, die den Gang anzeigen (es sind III).
Während das Hinterrad ungefedert blieb, war das Vorderrad schraubengefedert. Es wurde beidseitig linear geführt, und hatte eine Radnabenlenkung. Diese Lenkung und die Vorderradaufhängung verwenden vertikale Stangen für die Federbewegung (ähnlich der „Sliding pillar suspension“ bei Morgan-Sportwagen), und die Lenkstange war zwischen dem Lenker und der zentralen Nabe angebracht. Das Innere der Nabe war technisch kompliziert, da es sehr große Lager, den schwenkbaren Lenkmechanismus und die Vorderradbremse enthielt.
Die Modelle wurden wahlweise mit Ketten- oder Kardanantrieb angeboten, zum Beispiel kostete das 350er-Modell mit Kette 5200 FF, mit Kardan 5700 FF. Das 500er-Modell gab es mit Seitenwagen von Bernardet.
Die Majestic 350 hatte einen Train-Einbaumotor mit einem Zylinder, hängenden Ventilen, 350 cm³ Hubraum und einer maximalen Leistung von 11 PS (8 kW) bei 4000 min−1. Die Höchstgeschwindigkeit des mit einem Dreiganggetriebe ausgerüsteten Motorrads betrug 90 km/h; gebremst wurde mit Trommelbremsen. Im Modell Majestic 500 kamen andere Einbaumotoren u. a. von J.A.P. zum Einsatz.
Das Spitzenmodell, die Majestic 1000, wurde mit einem Einbau-Vierzylindermotor von Cleveland (Ohio) und Kardanantrieb angeboten.

## Rezeption
George Roys Konzept des „New Motorcycle“ wurde schnell bekannt, und selbst BMW produzierte von 1930 bis 1935 Motorräder mit einem Monocoque-Chassis aus Pressstahl, wie zum Beispiel die BMW R 2 und R 3. Roy entfernte sich dann mit dem völlig neuen Design der Majestic noch weiter vom Mainstream. Dieses Modell war in gewisser Weise eine Rückentwicklung gegenüber dem New Motorcycle, da sie ein konventionelles Chassis im Automobilstil (fast wie ein Leiterrahmen) mit Nabenlenkung verwendete, eine Technologie, die 1929 nichts Neues war. Die Branche hatte neben anderen Motorrädern mit Nabenlenkung bereits das Ner-A-Car der frühen 1920er-Jahre und das Zenith Bi-Car-Motorcycle, dass sogar schon 1907 vorgestellt wurde, gesehen.
Der futuristische Minimalismus des Art Deco hat die organischen Formen des Jugendstils abgelöst und diente als Vorlage für die klaren, fließenden Formen der folgenden Stromlinien-Moderne. Berühmte Marken wie Bugatti, Automobiles Delahaye, Talbot und viele andere produzierten spektakuläre Automobile, die die Verschmelzung von Kunst und Design für Jahrzehnte definieren sollten. George Roy nahm diese Entwicklung mit der Majestic im Motorradbereich auf, und war hier einer der Vorreiter, dessen Einfluss zum Beispiel 1934 auch der Deutsche Alfred Böning mit der BMW R 7 folgte.
Deutliche optische Anleihen am Design – und mit der Radnabenlenkung auch an der Technik – der Majestic, nahm die Johammer J1, ein Elektromotorrad des Herstellers Johammer e-mobility aus Österreich, das 2014 vorgestellt wurde.

## Galerie

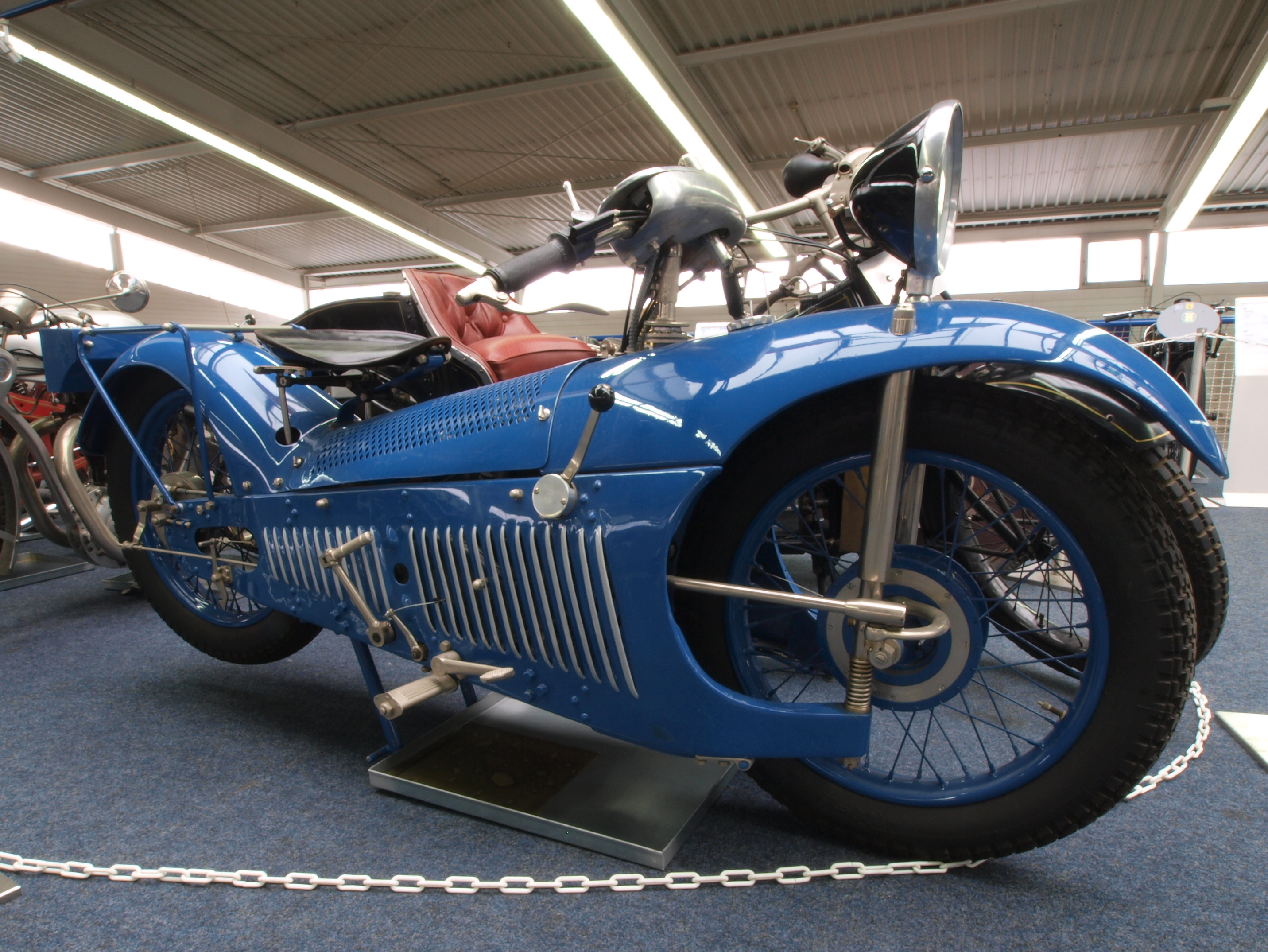
Bild 1
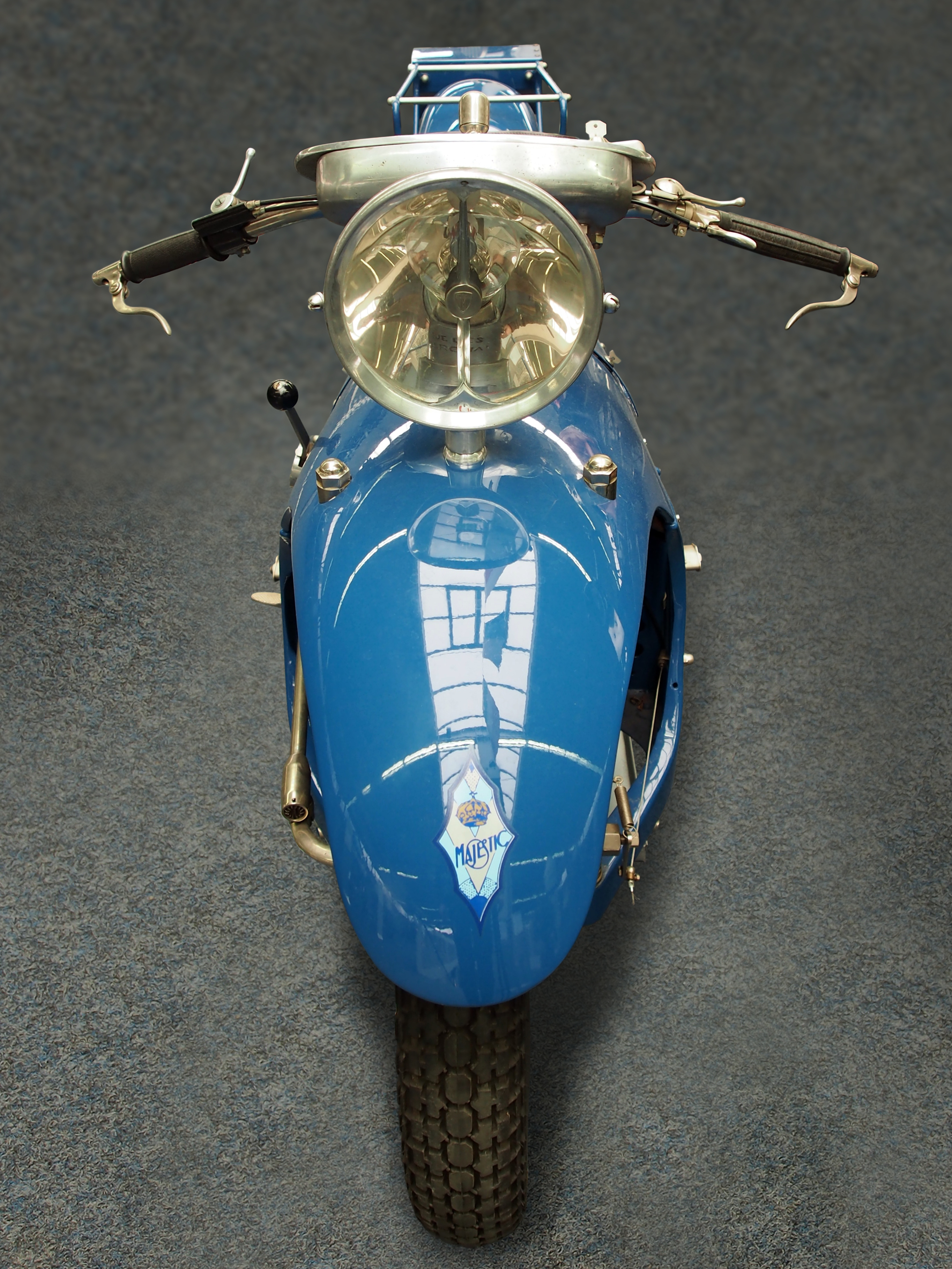
Bild 2
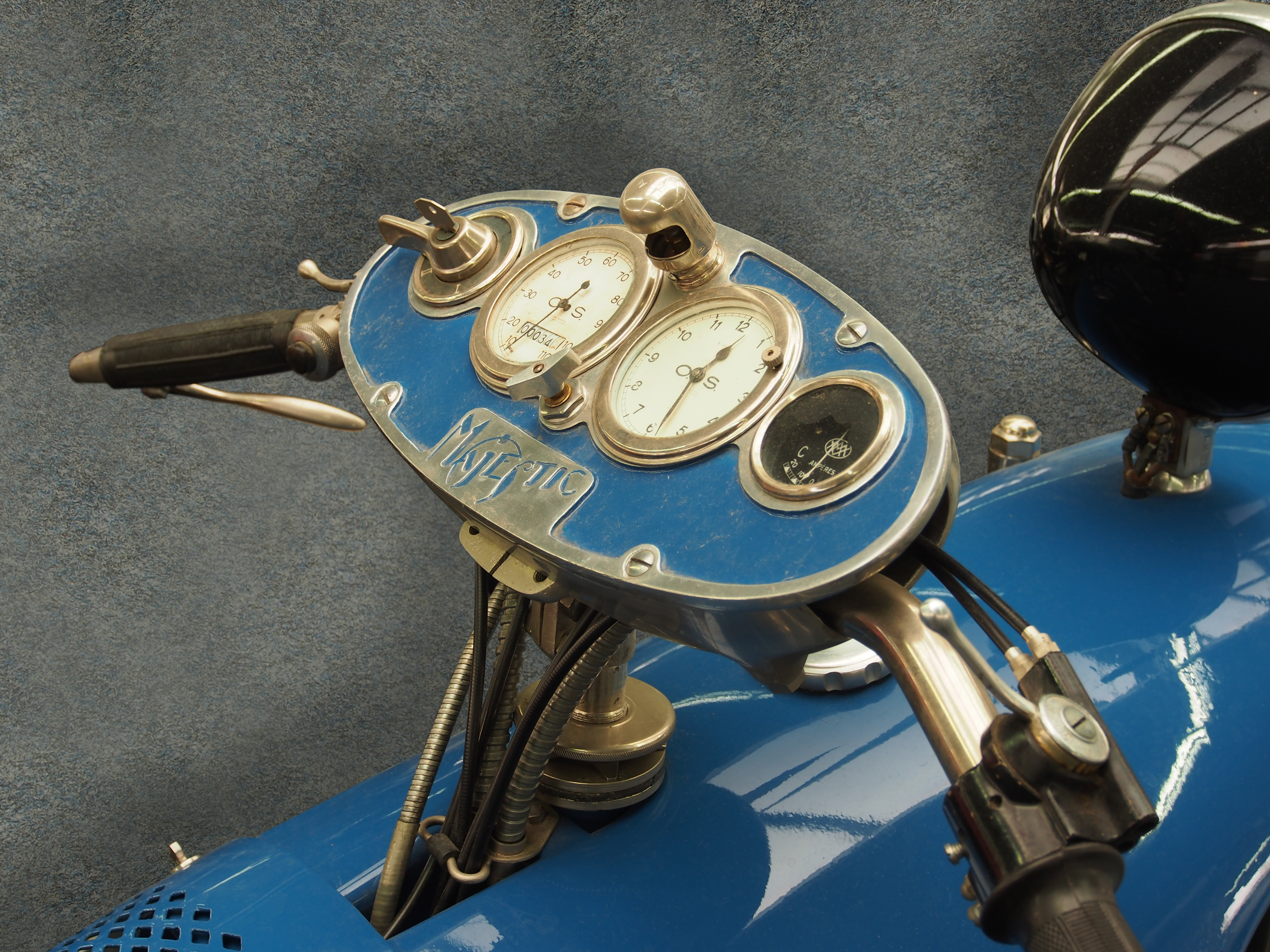
Bild 3
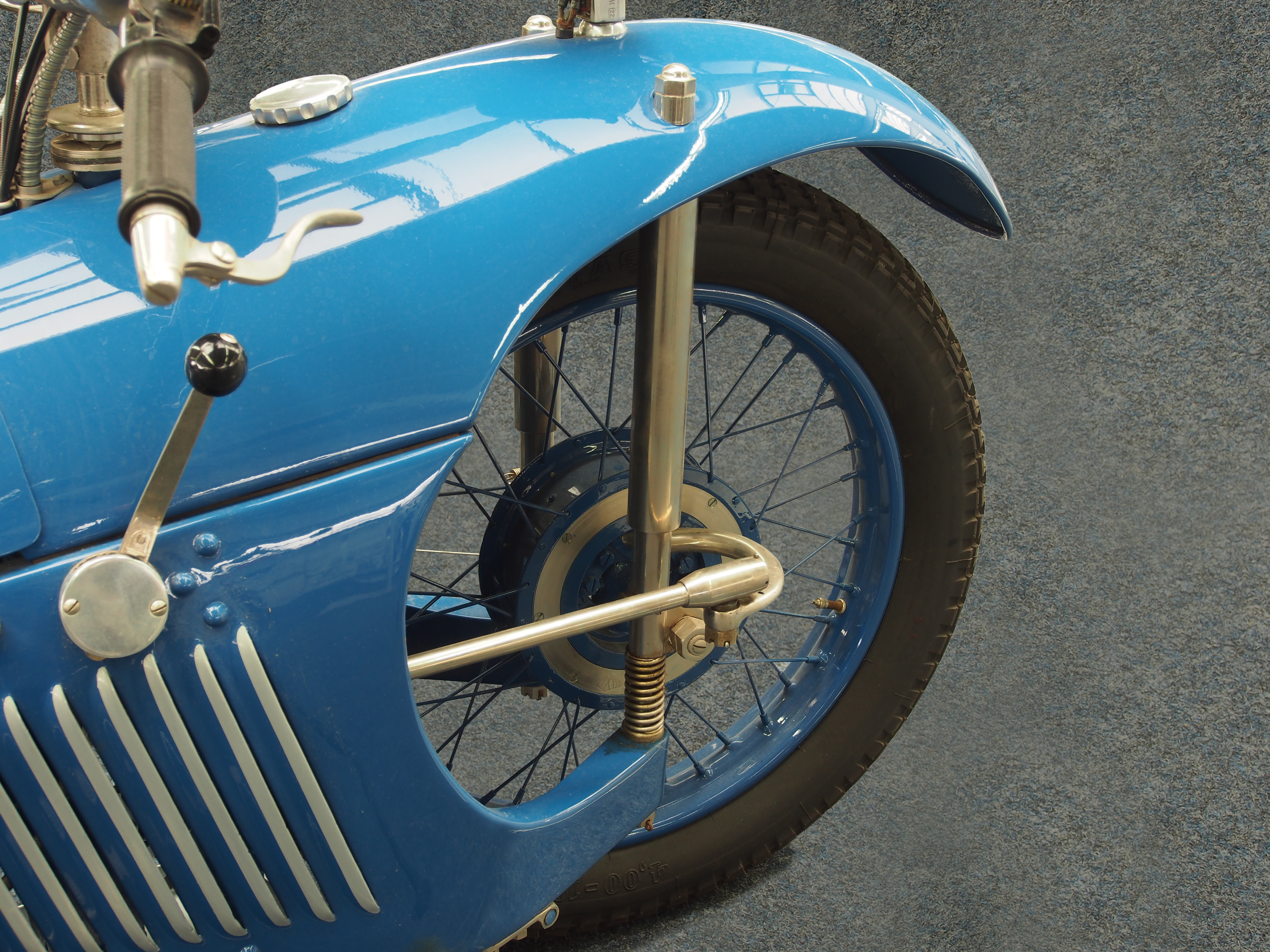
Bild 4
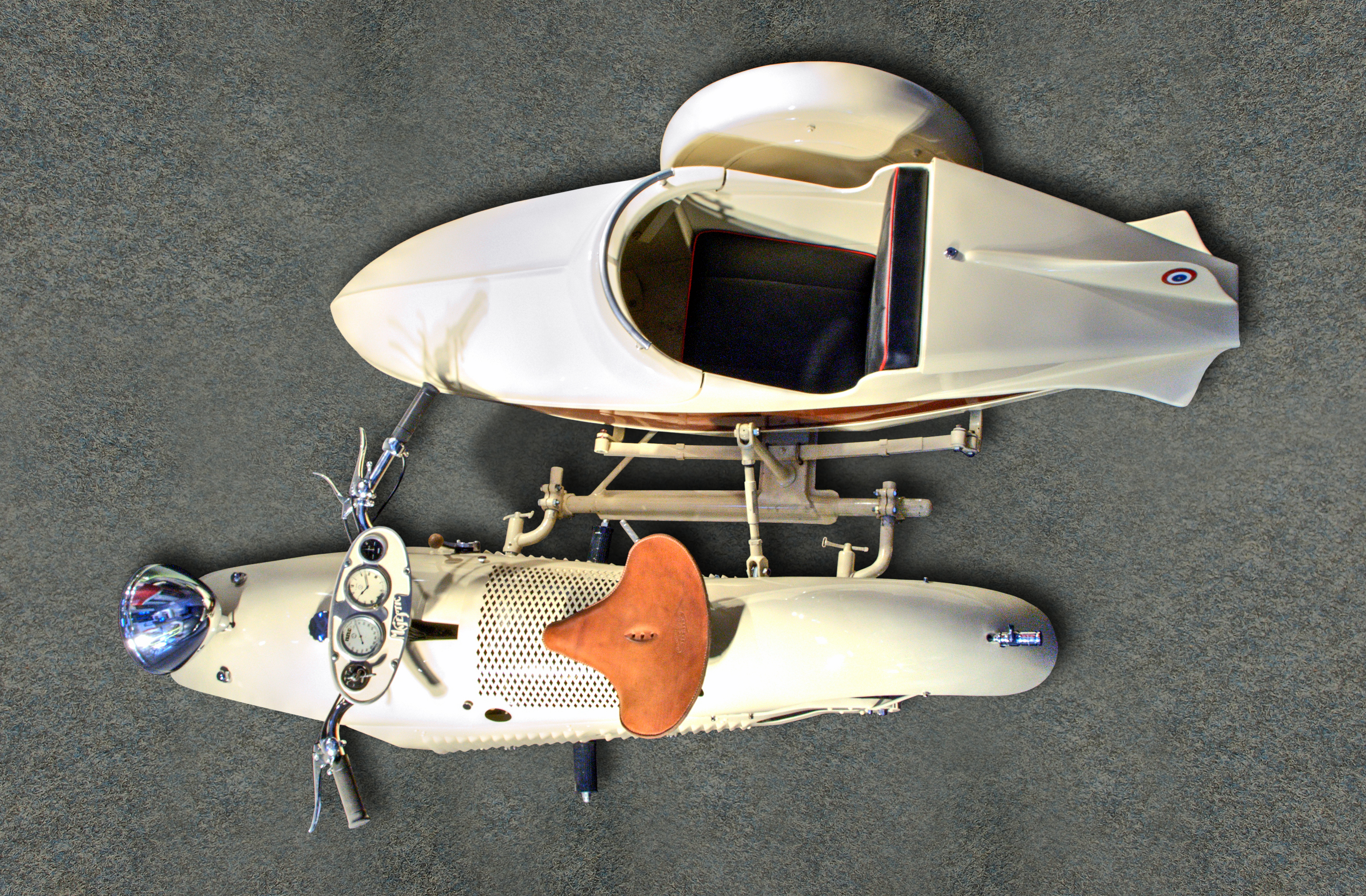
Bild 5
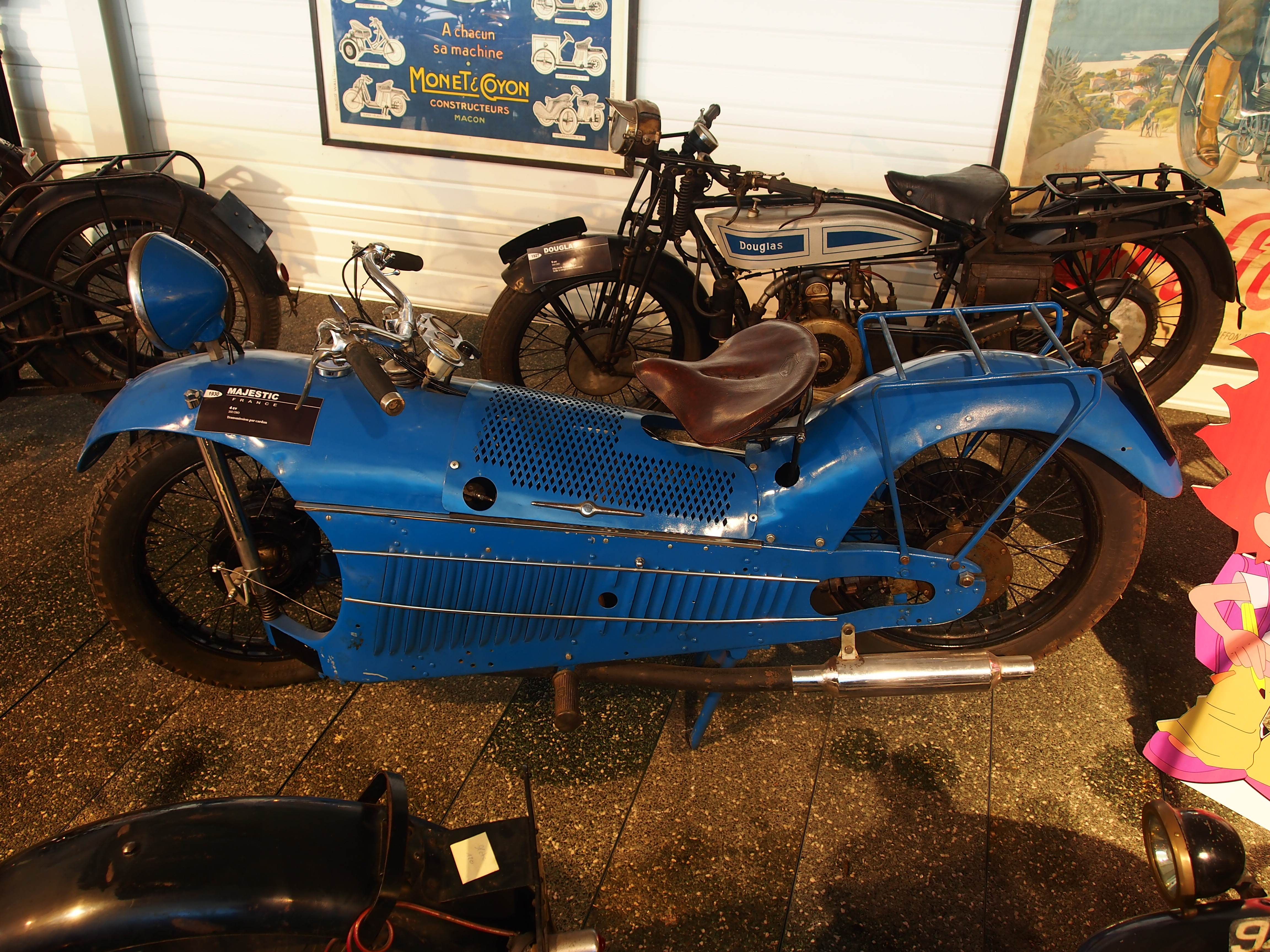
Bild 6

- Bild 1: Eine 350er Majestic mit Kettenantrieb (1929), im Motor-Sport-Museum am Hockenheimring
- Bild 2: Eine Mischung aus Elementen von Art Deco und Stromlinien-Moderne
- Bild 3: Die, auf dem Lenker sitzende, Konsole mit den verschiedenen Instrumenten, dem Firmen-Logo und einer kleinen Beleuchtung in der Mitte
- Bild 4: Der Bedienhebel der Dreigangschaltung und die Radnabenlenkung auf der rechten Seite
- Bild 5: Eine Majestic 350 mit Art-Deco-Beiwagen
- Bild 6: Eine Majestic 350 in der Ausführung mit Kardanantrieb